# ديميتريس بابادوبولوس (كرة سلة)
ديميتريس بابادوبولوس (باليونانية: Δημήτρης Παπαδόπουλος)‏ مواليد 15 أغسطس 1966 في سالونيك، هو مدرب كرة سلة يوناني ولاعب معتزل. بدأ مسيرته الاحترافية في سنة 1985. يبلغ طوله 6 قدم 7.5 بوصة (2.0 م). حقق المركز الثاني في بطولة أمم أوروبا لكرة السلة 1989. اعتزل اللعب في 1999.

## المسيرة الاحترافية
لعب مع نادي إراكليس سالونيك لكرة السلة من سنة 1985 إلى 1994، ثم لعب مع نادي إيه إي كي لكرة السلة في موسم 1995–1996، ثم لعب مع نادي إراكليس سالونيك لكرة السلة في موسم 1996–1997، ثم لعب مع نادي إيه إي كي لكرة السلة من سنة 1997 إلى 1999.

## الميداليات
| الميدالية | المسابقة                         |
| --------- | -------------------------------- |
| فضية      | بطولة أمم أوروبا لكرة السلة 1989 |

## روابط خارجية
- ديميتريس بابادوبولوس على موقع الاتحاد الدولي لكرة السلة (الإنجليزية)
- ديميتريس بابادوبولوس على موقع كرة السلة الأوروبية.كوم (الإنجليزية)
- ديميتريس بابادوبولوس على موقع بروبوليرز (الإنجليزية)